# Vestuario

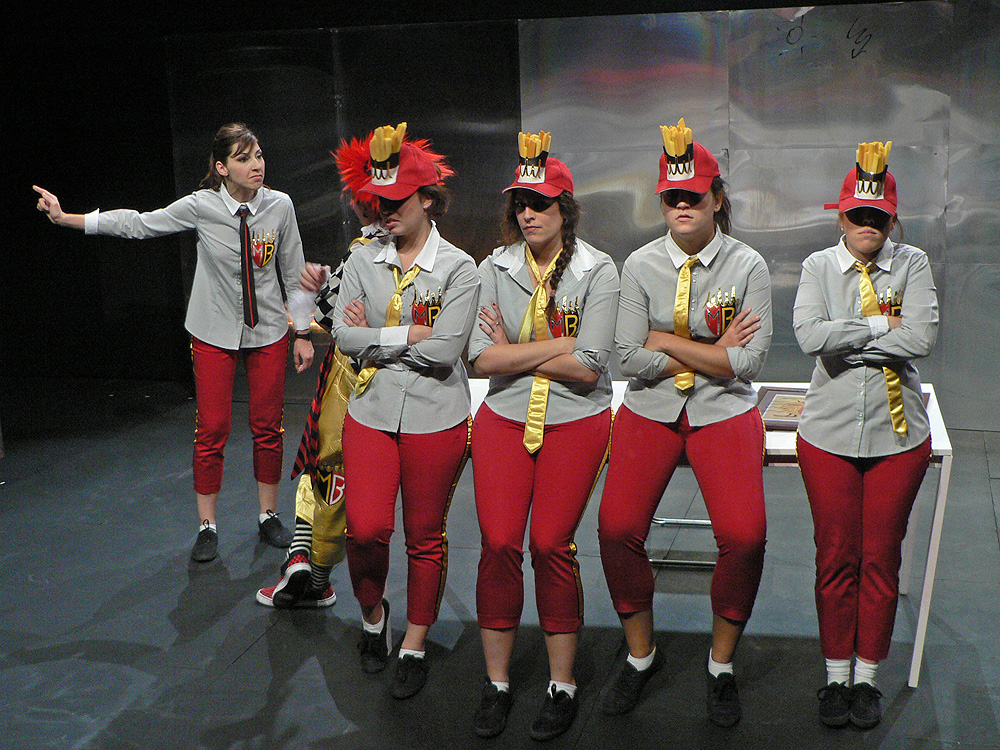
Escena de la obra de teatro McBeth con queso, representada por la compañía "La Guapa", con vestuario realizado por Iztok Hrga, en una representación en el Teatro del Raval de Barcelona, el 30 de octubre de 2010.

El vestuario o guardarropía, en las artes escénicas, es el conjunto de ropas, complementos y accesorios que utilizan los actores para representar  a un personaje en específico, el vestuario es famoso por ser parte de grandes representaciones a lo largo de todo el mundo en diferentes escenarios  y en diferentes obras. El director teatral y constructivista ruso Tairov lo describió como "segunda piel del actor".
El diccionario simplifica la definición de la acepción principal de esta voz: "Vestimenta necesaria para la representación de un espectáculo". Y anota otras acepciones relacionadas: El vestuario como lugar o espacio donde se visten los actores, y antiguamente, la escenografía.
En el siglo XXI, el vestuario se ha convertido en objeto de culto y colección, catapultado por el merchandising, el show business y el prop replica. En 2014, la RAE aceptó el americanismo vestuarista.

## Evolución histórica
Estudios de antropología en el ámbito de diversas culturas étnicas han demostrado que el hombre empezó a fabricar accesorios decorativos que no tenían ningún uso práctico aunque sí podían tener un sentido mágico o religioso. Esos primitivos complementos del vestuario, por lo general colgantes tallados para adornarse, permitieron el desarrollo de su creatividad. De la inicial necesidad básica se pasó al sentido estético y paralelamente al significado simbólico.
En el teatro clásico griego, el vestuario, muy asociado al maquillaje, se reducía a un conjunto de máscaras, diversos tipos de túnica y coturnos. No obstante, desde los sacerdotes de Eleusis a los de los misterios medievales, el vestuario como elemento de una representación ha estado ligado a la moda indumentaria amplificando sus posibilidades estéticas.

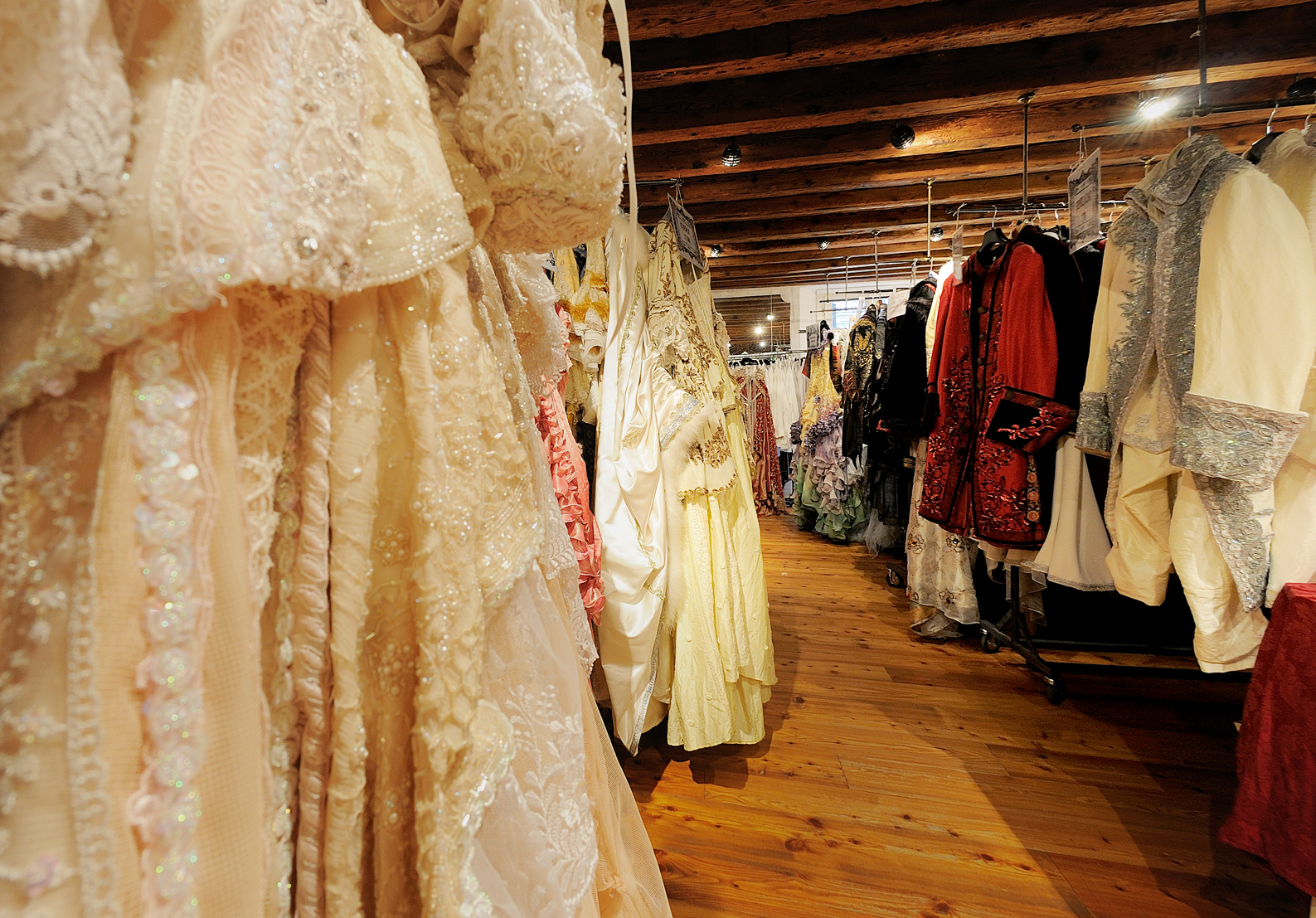
Suntuosa colección de trajes en el vestuario-taller de Antonia Sautter, en Venecia.

En el Siglo de Oro español, como describe el propio Cervantes, "El adorno del teatro era una manta vieja, tirada con dos cordeles de una parte a otra, que hacía lo que llaman vestuario; detrás estaban los músicos cantando sin guitarra algún romance antiguo". Ese mismo significado de espacio antes que conjunto de la vestimenta, lo tenía en los corrales de comedias el espacio contiguo al propio escenario, que ocupaban los actores antes de salir a escena.
Desde mediados del siglo XVIII, en Francia, la asociación ideológica de dramaturgos como Diderot y Voltaire con actrices y actores como La Clairon, Favard, Lekain o Garrick, supuso elevar el vestuario a categoría de elemento teatral: "el actor debía vestirse como el personaje representado". Pero habría que esperar a las revoluciones del siglo XX para que este elemento formase parte esencial de la puesta en escena.
Un capítulo aparte ocuparía la importancia de las formas y los colores, como códigos inmutables; véanse el teatro chino o la comedia del arte en las ceremonias de representación.

## En el cine

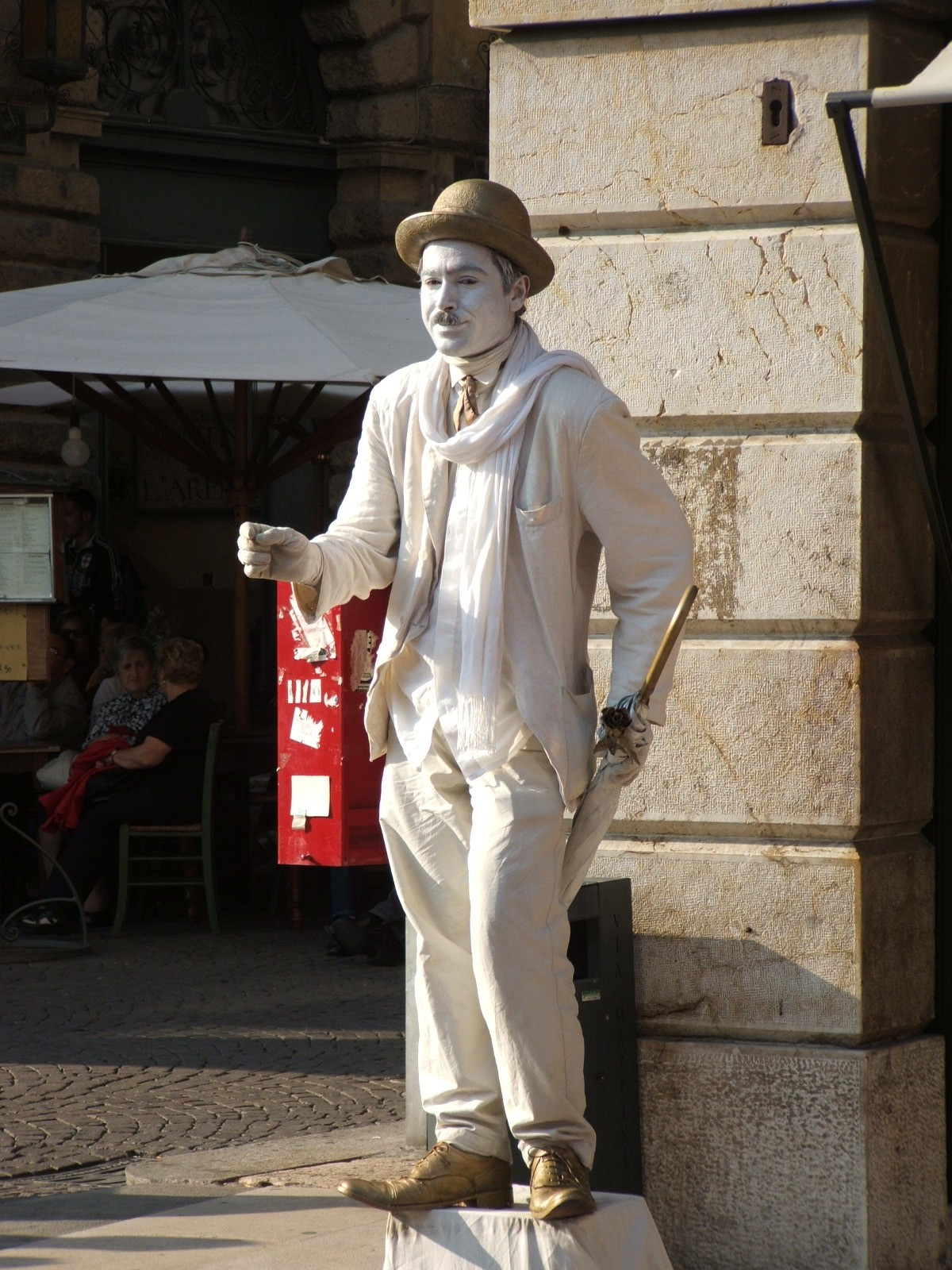
Artista callejero caracterizado como Charlot, aunque se haya modificado el color del traje, originalmente negro, el personaje sigue siendo reconocible.

El vestuario puede llegar a caracterizar de tal modo a un actor que se convierta en su seña de identidad popular. A menudo, un actor vestido de calle no es reconocido como el personaje que le ha hecho famoso. Y al contrario, cualquier persona al disfrazarse de un determinado personaje evocará inmediatamente su personalidad. Algunos ejemplos clásicos son:
- Charlot con su bombín negro y su bastón.
- Cantinflas con sus pantalones caídos.
- Chavo con un gorro, playera y un shorts.
- Dr. Chapatin con un abrigo y una bufanda.
- Supermán con sus mallas azules, el emblema con la S roja en el pecho y la capa roja.
- Freddy Krueger con su suéter de lana a rayas verdes y rojas y su guante de cuchillos.

El vestuario está íntimamente relacionado con el maquillaje, más aún en el caso de las caracterizaciones.

## En televisión
Existe una serie de normas no escritas que suelen funcionar en la mayoría de las cadenas de televisión del mundo. Se trata de una serie de recomendaciones a tener en cuenta, pero en un determinado momento, una cadena las puede saltar, por innovar o cualquier otro motivo que considere oportuno.[cita requerida]
- En general, los colores fuertes que llaman excesivamente la atención en los primeros planos se desaconsejan, aunque esta regla es flexible si se trata de espectáculos.
- Se deben evitar las telas de cuadros pequeños, rayas muy próximas, espigas, patas de gallo, lunares pequeños y próximos etc, porque crean una distorsión moiré.
- También se deben evitar los blancos puros, pues crean muchos problemas a los iluminadores. Para que el blanco no sature la cara queda oscura. Si se trata de un montaje con grandes medios, tal vez esta objeción no lo sea tanto. Asimismo, también se desaconseja su uso si tienen cristales (piedras pereciosas o bisutería) altamente brillantes que por sus propiedades reflectivas puedan generar destellos molestos.
- Se debe evitar las piezas de joyería o bisutería cercanas a la ubicación del micrófono. Pueden moverse y producir ruidos no deseados, o incluso rozar el micro, con similar resultado.

### En informativos
En informativos, para los presentadores rigen las siguientes normas:
- Se elige un vestuario formal, traje de chaqueta, normalmente, con corbata. Se desaconseja que el presentador vaya en mangas de camisa.
- El vestuario femenino se masculiniza, ocultando las formas femeninas. El escote queda fuera de todo planteamiento, dado que se cree que resta seriedad a la presentadora. En algunas ocasiones las presentadoras pueden usar vestido o falda para no perder su esencia femenina.
- Se eligen colores oscuros que dan sensación de sobriedad y seriedad. Aunque en las mujeres se pueden utilizar también tonos pasteles. Se descartan los colores chillones. Estos colores se permite que sean un poco más claros en verano para dar mayor sensación de verosimilitud.

Todas estas normas o recomendaciones se flexibilizan si se trata de reporteros o corresponsales, ya que puede variar en concordancia con el ambiente en que estos se encuentren, el clima, etc.

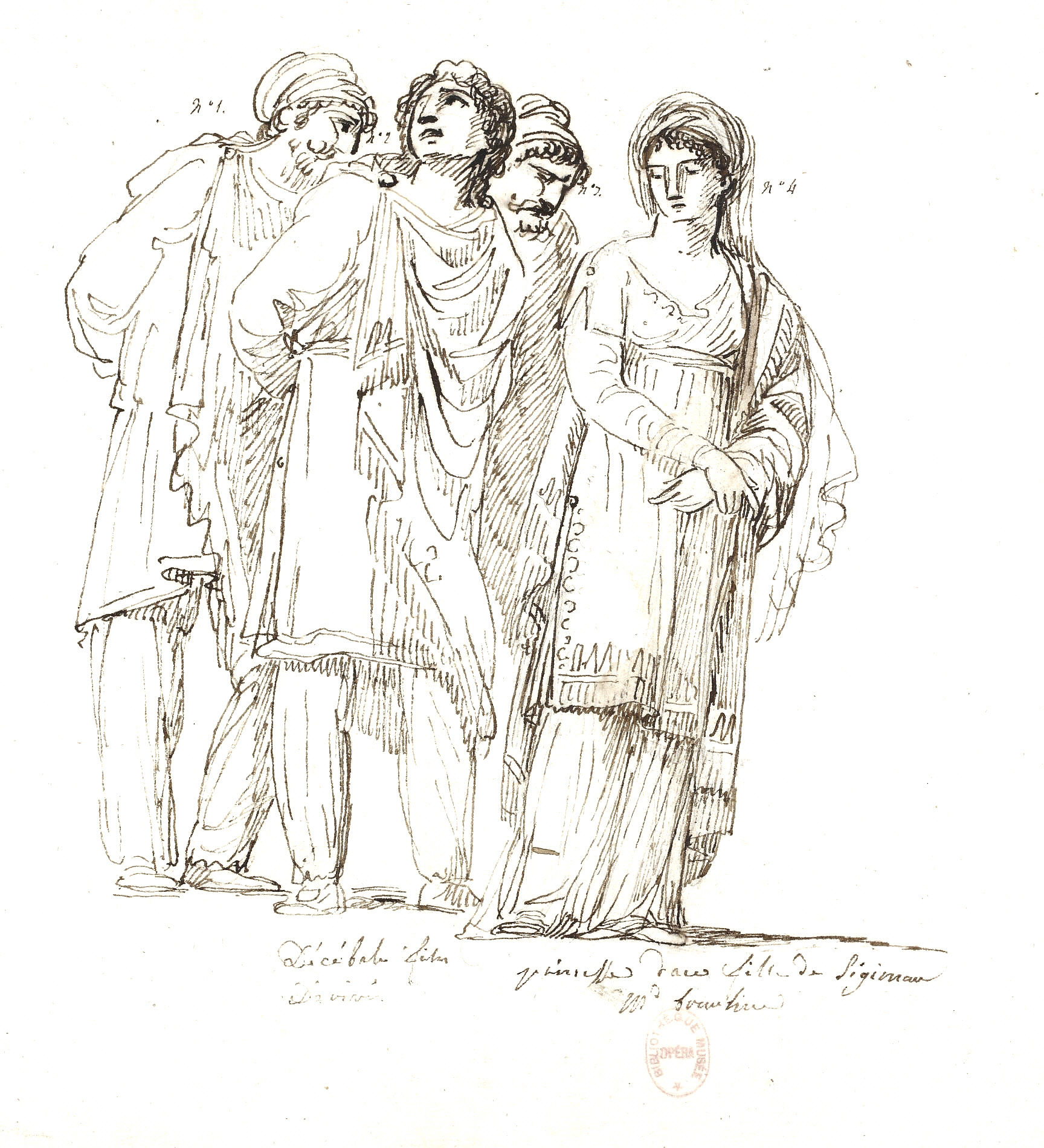
Bocetos de vestuario por Jean-Simon Berthélemy, para Le Triomphe de Trajan (1807).
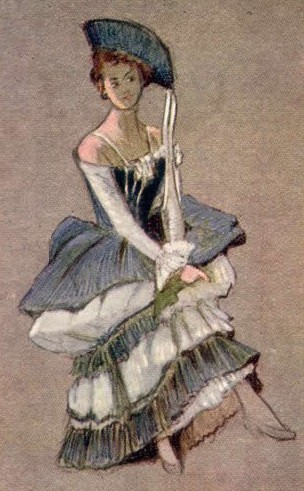
Diseño de vestuario hacia 1929.
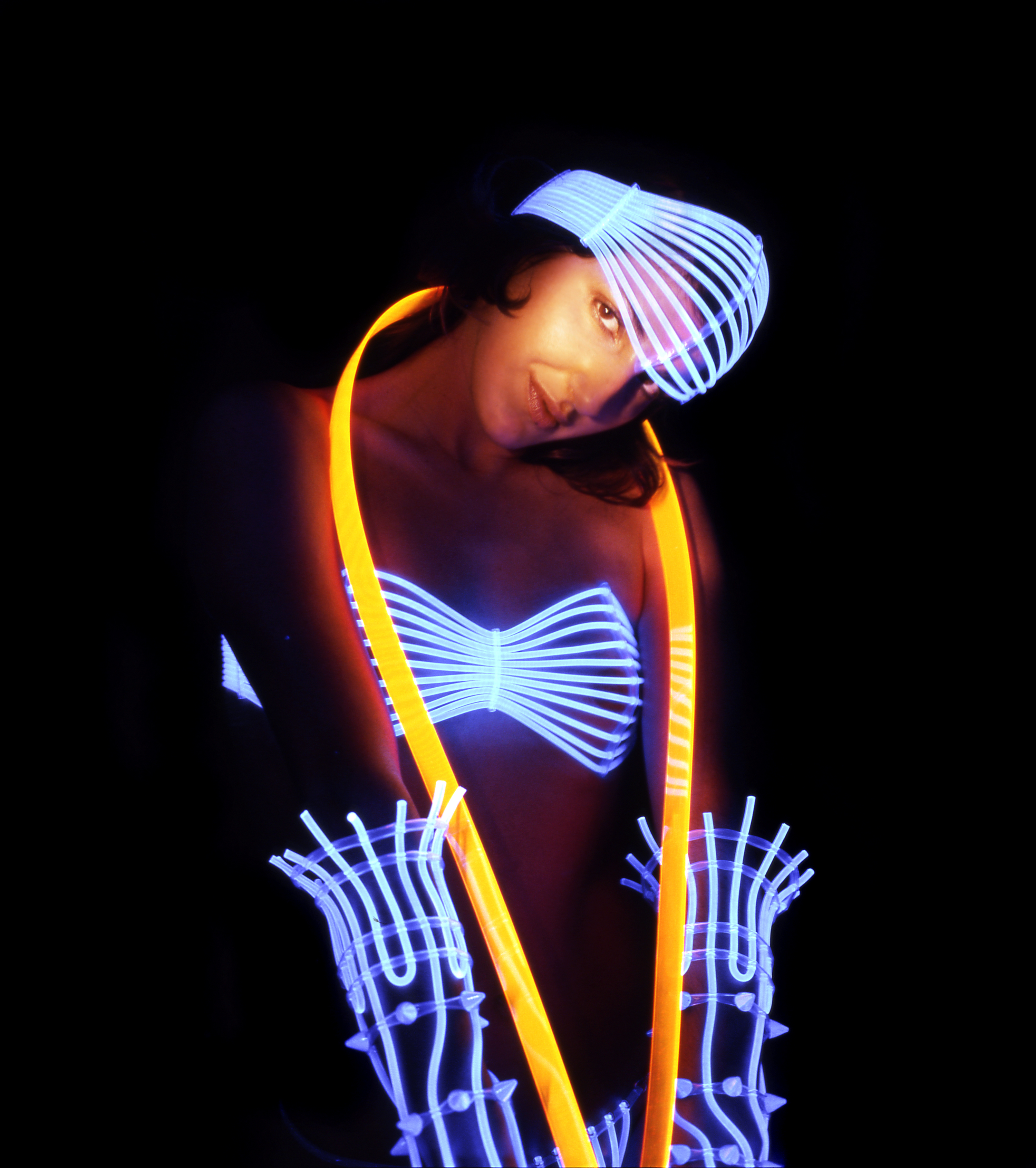
Vestuario luminoso para performance, diseñado por Beo Beyond.